# Sveta Margareta mučenica
Sveta Margareta, Margareta Antiohijska, Ognjena Marija ili Sveta Marina (Antiohija, 289. – 304.) je kršćanska svetica i mučenica. Rimokatolici svetkuju njezin dan 17. srpnja, a istočni kršćani 30. srpnja.
Rodom je iz grada Antiohije u Pizidiji. Otac joj je bio poganski svećenik Elizej (Aedesius). Majka joj je umrla ubrzo nakon njezina rođenja, pa ju je dojila jedna kršćanka iz Antiohije. Nakon što je prigrlila kršćanstvo i zavjetovala svoje djevičanstvo Bogu, njezin je se otac odriče. Krstila se u dvanaestoj godini, a zbog svoje vjere u Isusa Krista stradala je u Dioklecijanovim progodnima. Na putu iz Antiohije, srela je jednog eparha, koji je progonio kršćane. Odbila je ponuđeni brak, te ju je on zbog toga, ali i zbog njezine vjere dao mučiti.
Prema narodnom vjerovanju Sveta Margareta pali i kažnjava ognjem kao što sveti Ilija kažnjava gromom. Moći ove svetica nalazile su se u Carigradu do dolaska križara, a danas se nalaze u manastiru, posvećenom u njenu čast na planini Longa ponad Ohridskog jezera u Albaniji. Tamo hodočaste i pravoslavci i muslimani. 
U istočnom slikarstvu prikazuje se uglavnom s križem i palmom, sa zmajem pod nogama i plamtećom kućom u pozadini. 